# Мерішор (Беніца, Хунедоара)
Мерішор (рум. Merișor) — село у повіті Хунедоара в Румунії. Входить до складу комуни Беніца.
Село розташоване на відстані 252 км на північний захід від Бухареста, 52 км на південний схід від Деви, 149 км на південь від Клуж-Напоки, 133 км на північ від Крайови.

## Населення
За даними перепису населення 2002 року у селі проживали 349 осіб, з них 348 осіб (99,7%) румунів. Усі жителі села рідною мовою назвали румунську.